# Arthur Fontaine
Arthur Fontaine (Namen, 13 maart 1911 - aldaar, 28 maart 2002) was een Belgische atleet, die gespecialiseerd was in het speerwerpen. Hij werd tweemaal Belgisch kampioen.

## Biografie
Fontaine werd in 1938 en 1948 Belgisch kampioen speerwerpen. Hij was aangesloten bij Stade Namen en Union Namen.

## Belgische kampioenschappen
| onderdeel   | jaar       |
| ----------- | ---------- |
| speerwerpen | 1938, 1948 |

## Palmares
speerwerpen
- 1936:  BK AC - 52,48 m
- 1937:  BK AC - 52,55 m
- 1938:  BK AC - 53,17 m
- 1939:  BK AC - 52,17 m
- 1945:  BK AC - 48,59 m
- 1946:  BK AC - 51,18 m
- 1947:  BK AC - 51,50 m
- 1948:  BK AC - 53,27 m